# مليسة صفراء
مليسة صفراء (الاسم العلمي: Melissa flava) هي نوع نباتي يتبع جنس المليسة من فصيلة الشفوية.